# Камбоџа на Светском првенству у атлетици на отвореном 2019.
Камбоџа је учествовала на 17. Светском првенству у атлетици на отвореном 2019.  одржаном у Дохи од 27. септембра до 6. октобра једанаести пута. Репрезентацију Камбоџе представљао је један атлетичар који се такмичио у трци на 5.000 метара.,
На овом првенству такмичар Камбоџе није освојио ниједну медаљу, нити је остварио неки резултат.

## Учесници
Мушкарци:
- Виро Ма — 5.000 м

## Резултати

### Мушкарци
| Атлетичар | Дисциплина | Лични рекорд | Квалификације     | Квалификације     | Полуфинале | Полуфинале | Финале               | Финале               | Детаљи |
| Атлетичар | Дисциплина | Лични рекорд | Резултат          | Место             | Резултат   | Место      | Резултат             | Место                | Детаљи |
| --------- | ---------- | ------------ | ----------------- | ----------------- | ---------- | ---------- | -------------------- | -------------------- | ------ |
| Виро Ма   | 5.000 м    | 16:00,31     | Није завршио трку | Није завршио трку |            |            | Није се квалификовао | Није се квалификовао |        |